# Goryphus braunsii
Goryphus braunsii är en stekelart som först beskrevs av Joseph Kriechbaumer 1894.  Goryphus braunsii ingår i släktet Goryphus och familjen brokparasitsteklar. Inga underarter finns listade i Catalogue of Life.